# Cryptosaurus
Cryptosaurus là một chi khủng long, được Seeley mô tả khoa học năm 1869.